# Spreckels (Californie)
Spreckels est une census-designated place du comté de Monterey, dans l'État de Californie, aux États-Unis,. En 2020, elle compte une population de 692 habitants.